# カイリ・セイン
カイリ・セイン（Kairi Sane、1988年9月23日 - ）は、日本の女性プロレスラー、パーソナルトレーナー、経営者、女優、タレント､ 元ヨット選手。山口県光市出身。WWE所属。血液型O型。
旧リングネームに宝城カイリ（ほうじょう かいり）、KAIRIがある。
高校時代にヨットを始め、法政大学在学中にはヨット選手として活躍。2011年に女子プロレス団体スターダムの練習生となり、翌2012年にデビュー。宝城カイリのリングネームでワールド・オブ・スターダム王座などを戴冠した後、2017年に米国のプロレス団体WWEと契約。リングネームをカイリ・セインに変更した。第1回メイ・ヤング・クラシックで優勝し、2018年にはNXT女子王座を獲得している。
2019年にメインロースターに昇格すると、ASUKAとのタッグチーム『カブキ・ウォリアーズ』としてWWE女子タッグ王座を獲得。
2021年末のWWE退団後はKAIRIとしてスターダムや新日本プロレスに参戦。初代IWGP女子王者となる。2023年11月には、WWEクラウン・ジュエル大会にサプライズ登場し、WWEと再契約している。

## 来歴
中学まではバレーボールをやっていたが、山口県立光高等学校でヨットを始め、以後ヨットの選手としてインターハイ、国体、インカレで上位に入る。法政大学1年生の2007年には470級で女子ジュニア日本代表に選ばれ、ブルガリアで開催された470級ジュニア世界選手権に出場した（総合74位）。
大学在学中よりタレント活動も開始。数本の舞台に出演する。大学4年のときに出演した舞台がプロレスがテーマで、その舞台を見に来たスターダムのマネージャーに声をかけられ、実際の試合を見に行ったところ感動し、プロレスラーの道を志した。
卒業後、一般企業への就職が内定していたが、表現者の道を選び、プロレスラーとの兼業ながら本格的に女優を目指す。

### スターダム時代
2011年
8月、スターダムの練習生となる。
11月14日、プロテストを受けて、1人だけ追試となるが合格。
2012年
1月7日、3期生の2番手として愛川ゆず季戦でデビュー。前出のヨット競技の実績から、デビュー当初より海賊のギミックが与えられていた。
愛川の呼びかけにより、愛川をリーダーとする全力女子（メンバーは愛川、美闘陽子、鹿島沙希、宝城、夕陽、松本浩代）結成に参加。
2013年
4月30日、両国国技館大会にて翔月なつみと組み、木村響子&ヘイリー・ヘイトレッド組が持つ、ゴッデス・オブ・スターダム王座に挑戦。4173でヘイリーからフォールを奪い、初タイトル獲得。
翔月とともに、愛川を輩出した日テレジェニックにもエントリー。
6月2日、翔月の負傷により防衛戦を行えないまま、ゴッデス・オブ・スターダム王座を返上。
11月11日から18日までメキシコに遠征。6日にはアレナ・ロペス・マテオス大会における「ドス・カラス引退ツアー」に出場し、ダーク・エンジェル&ベビー・スターと組んで、6人タッグに出場した。
TBS系「日立 世界・ふしぎ発見!」の一般募集によるミステリーハンターオーディションに合格し、12月14日放送の2時間SPに、ミステリーハンターとして出演。
2014年
8月10日、高橋奈苗とのタッグ「七海里」として、木村モンスター軍の保持していた、ゴッデス・オブ・スターダム王座を奪取。
8月24日、新木場大会での「STARDOM 5★STAR GP」開幕戦にて高橋から勝利、金星を上げる。
2015年
2月25日、選手会長に就任。2月22日の後楽園大会で起きた、世IV虎と安川惡斗の喧嘩マッチに端を発するもので、選手間の人間関係へのケアを行っていく。
3月29日、後楽園ホール大会にて、空位となったワールド・オブ・スターダム王座の決定トーナメントに昭和軍代表で出場。初戦で木村響子、決勝で紫雷イオを破りトーナメントを制覇、同タイトル初戴冠。
2016年
4月23日　自身の地元山口県光市民ホールで凱旋記念大会が開催される。岩谷麻優との山口県タッグを組み、イオ&渡辺桃に勝利している。
11月11日　新宿FACEで行われた第6回GODDESSES OF STARDOM タッグリーグ戦で、美闘陽子とのタッグ（BY宝）で出場。優勝決定戦でのイオの裏切りもあり、イオ&岩谷に勝利し、優勝している。なお、試合後にイオ、岩谷とのトリオ「スリーダム」の解散もイオから宣言されている。

### WWE時代
2017年
6月30日、WWEの両国国技館大会にてWWEと契約を交わし、カイリ・セイン（Kairi Sane）のリングネームで活動をする事を発表。
9月12日、WWEメイ・ヤング・クラシックトーナメント第1回大会にて優勝を果たした。
2018年
1月28日、WWE・ロイヤルランブルの女子ロイヤルランブルマッチで6番目に出場。
8月18日、Takeover: Brooklyn IVにてNXT女子王座を保持するシェイナ・ベイズラーに挑戦。右脚を関節技で徹底的に攻められるも耐え、終盤にインセイン・エルボーを決めるも立ち上がったシェイナからキリフダ・クラッチを極められようとしたところ、切り返してフォールを奪い勝利。ベルトを奪取した。
10月28日、Evolutionでシェイナ・ベイズラーと再戦。敗戦して王座陥落。
2019年
1月27日、WWE・ロイヤルランブルの女子ロイヤルランブルマッチで14番目に出場。
4月15日、スマックダウンに昇格。アスカと、タッグチーム「ザ・カブキ・ウォリアーズ」を結成する。
10月6日、アスカとのタッグでアレクサ・ブリス＆ニッキー・クロス組を破り、WWE女子タッグ王座を獲得。
2020年
1月26日、WWE・ロイヤルランブル2020の女子ロイヤルランブルマッチで11番目に出場。
2月22日、日本人男性（日本在住）との入籍を正式に発表。
7月28日、自身のツイッターで、日本へ帰国することを発表した。
10月2日、WWE JAPANのプロモーションサポーターに就任したことを発表。また、同月25日に行われた、ヘル・イン・ア・セル2020の日本語実況の解説を務めた。
2021年
12月上旬をもってWWEとの契約終了。

### スターダム復帰

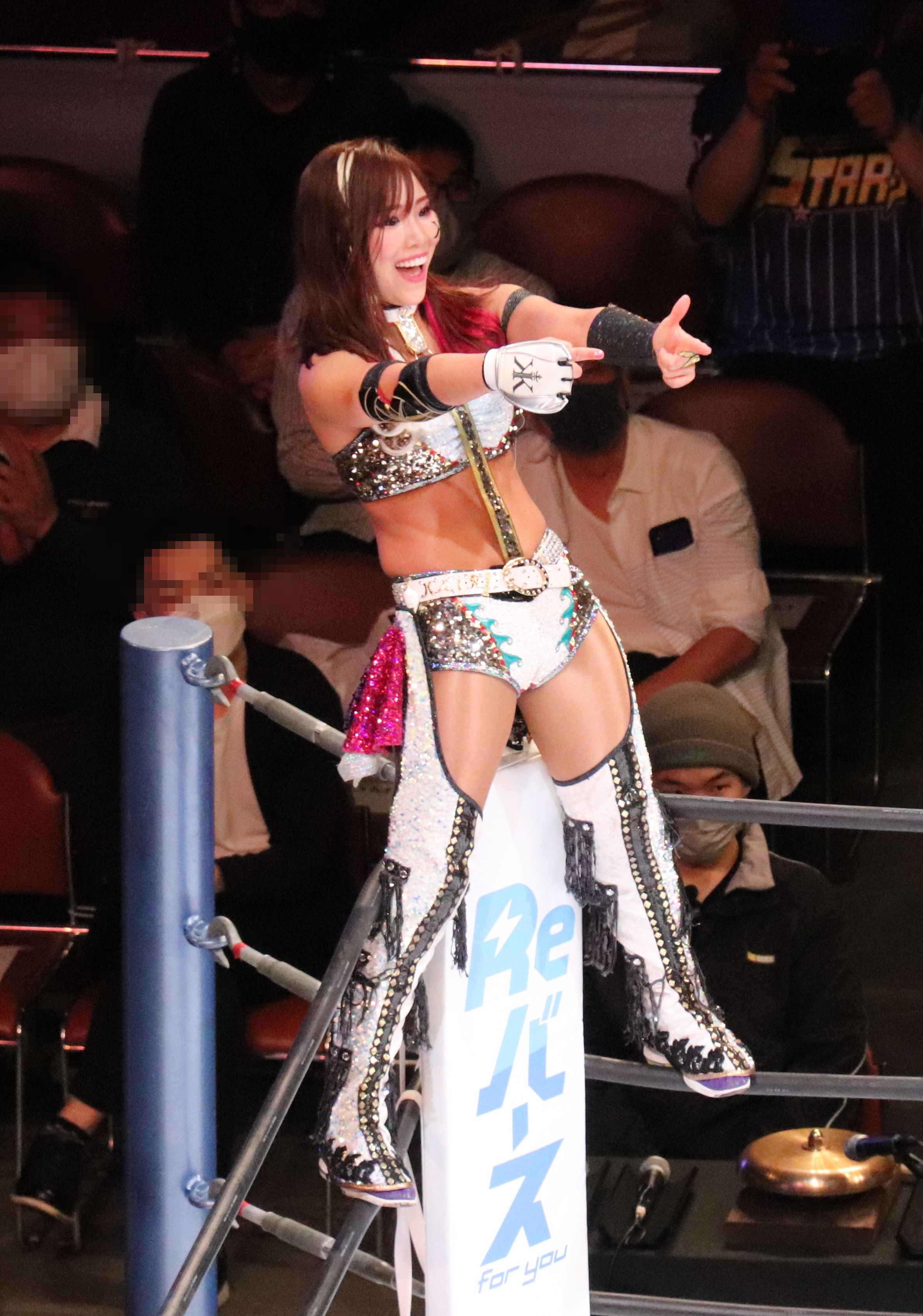
2022年
1月14日、トレーニングジム「PARA-FIT24湘南江ノ島駅店」を開業。
2月18日に行われたスターダムの3月26、27日両国国技館2連戦に関する記者会見に登場し2連戦への参戦を発表。リングネームはKAIRIとなる。
3月26日、スターダム国技館大会1日目は、岩谷麻優と組み、中野たむ、ウナギ・サヤカ戦で勝利。翌27日の2日目は、スターライト・キッドに勝利。
7月10日､KAIRIと高橋奈七永のタッグチーム「新七海里」が対上谷沙弥､レディ・C戦にて復活。試合に勝利する。試合後上谷が持つワンダー王座の挑戦を表明し、王座戦が決まった。
7月31日、KAIRI＆なつぽいのタッグチーム「ぽいレーツ」として岩谷、飯田沙耶組と対戦して勝利する。
8月19日、体調不良となり検査の結果、新型コロナウイルス陽性となり、21日の上谷との王座戦は延期となる。
11月19日、延期されていた上谷とのワンダー王座戦が実現するも、時間切れ引き分けで王座奪取とはならなかった。
11月20日、Historic X-overのメインイベントで岩谷を下し、新設されたIWGP女子王座の初代王者となる。
2023年
1月4日、新日本プロレスWRESTLE KINGDOM 17で中野たむを下しIWGP女子王座V1を達成。
2月18日、新日本サンノゼ大会でメルセデス・モネに敗れIWGP女子王座から陥落。
4月23日、ALLSTAR GRAND QUEENDOM 2023にて、安納サオリ・なつぽいとのトリオ「REstart」でプロミネンス（鈴季すず、世羅りさ、柊くるみ組）を下し、アーティスト王座を奪取。
8月7日、9月末をもって無期限で活動を停止することを発表。

### WWE復帰
2023年クラウン・ジュエルでWWEに復帰、イヨ・スカイのWWE女子王座防衛をアシストする。のちスマックダウンでイヨ・スカイらが所属するダメージ・コントロールに加入する。
2024年4月、レッスルマニア40ではダメージ・コントロール(ASUKA、カイリ・セイン、ダコタ・カイ)組として、ジェイド・カーギル、ビアンカ・ベレア、ナオミ組と対戦するも、敗れている。
2024年の7月には5年ぶりのWWE日本公演に参戦。
11月2日、クラウン・ジュエルでイヨ・スカイと組み、女子タッグ王座に挑戦したが、王座獲得を逃した。
2024年12月16日（日本時間17日）に放送されたRAWでソーニャ・デヴィルらPFCにバックステージで襲撃される。左手親指の靭帯損傷により欠場に入る。
2025年5月19日、RAWでマネー・イン・ザ・バンク・ラダー・マッチ予選の3WAYマッチで復帰するもリア・リプリーに敗れる。
2025年5月27日のRAWでバックステージで挑発されたリヴ・モーガンと対戦し、勝利。
2025年6月2日のRAWでラケル・ロドリゲスに勝利。
2025年6月16日（日本時間17日）にリヴ・モーガンと対戦するも、リヴの負傷により開始5秒でレフェリーストップ勝利。

## 得意技

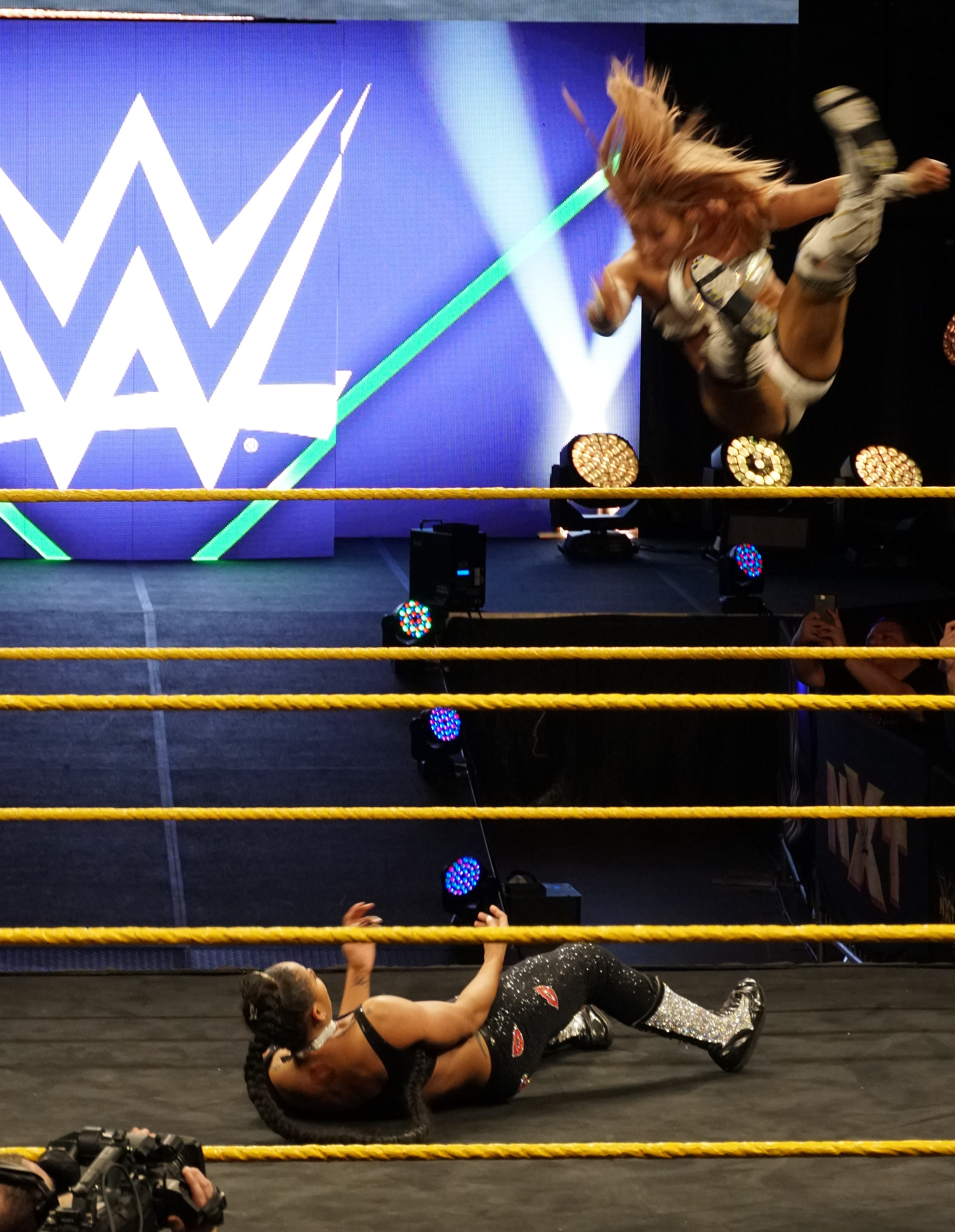
ダイビング・エルボー・ドロップ / インセイン・エルボー
飛ぶ直前に敬礼ポーズを入れ、飛んだ瞬間Vの字に体を曲げ、空中で身体をＶ字にしたまま、全体重を乗せて落下するのが特徴。現在の主なフィニッシャー。WWE所属以降はインセイン・エルボーと呼ばれる。
イカリ
変形の逆エビ固め。うつ伏せの相手の足をクロスし、ブリッジしつつ固める。
4173（ヨイナミ）
当初は 外道クラッチと同型であったが、後に、外道クラッチからのジャパニーズ・レッグロール・クラッチで固める型に変更。
スライディングD
本家である田中将斗から直々に指導を受ける。フィニッシャーとしても使われる。
マリンスパイク
コーナーに逆さ吊りの状態となり、体を起こそうとする相手の胸板に目掛けて放つダイビング・フットスタンプ。
インターセプター
スピアーと同じ技。
カットラス
裏拳打ち。日本復帰以降に使用され、カウンターとしても使用される。
極楽固め
フライング・カブキ・エルボー
フライング・フォアアーム。
カミカゼ
アラバマ・スラム
燕返し
V9クラッチ
「5★STAR GP2014」開幕戦にて、この技で格上の高橋から金星を上げた。
ジャック・スパロウ・ナイフ
スクールボーイから自身が仰向けになり、グラウンドでの肩車のような状態でブリッジし抑えこむ。
ドロップキック
ミサイルキック
低空式・ドロップキック
クロスボディーアタック

## 入場曲
- Warriors（アスカとのタッグでの入場時）
- Voyager（現在WWEにて使用中）
- The Next Voyage
- New Adventure
- Last Voyage（STARDOMにて使用）
- 海賊王女
- パイレーツ・オブ・カリビアンのテーマ
- READY GO（4MINUTE）「全力女子」
- ハネウマライダー／ポルノグラフィティ（高橋奈苗とのタッグ「七海里」での入場時）

## タイトル歴
WWE
- NXT女子王座 - 1回
- WWE女子タッグ王座 - 2回

w / アスカ

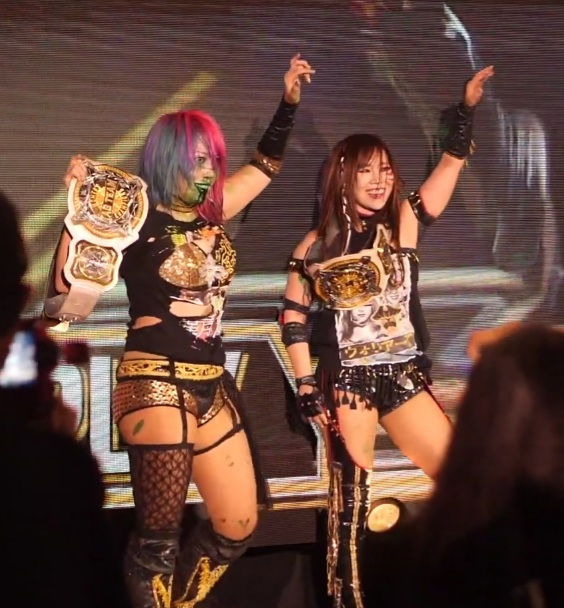
WWE女子タッグ王者時代のカイリ

- WWEメイ・ヤング・クラシック - 優勝（2017年）

新日本プロレス
- IWGP女子王座 - 初代

スターダム
- ワールド・オブ・スターダム王座 - 第5代
- ワンダー・オブ・スターダム王座 - 第8代
- ゴッデス・オブ・スターダム王座 - 第4代（パートナーは翔月なつみ）、第7代（パートナーは高橋奈苗）、第10代（パートナーは美闘陽子）
- アーティスト・オブ・スターダム王座 - 第2代（パートナーは米山香織&夕陽）、第7代（パートナーはコグマ&チェルシー）、第29代（パートナーはなつぽい&安納サオリ）
- STARDOM 5★STAR GP - 優勝（2015年）
- GODDESSES OF STARDOM - 優勝（2014年/パートナーは高橋奈苗）

## 出演

### テレビ
- なるほど!ハイスクール（日本テレビ）
- 所さんの目がテン!（日本テレビ）
- 銭形金太郎（テレビ朝日）
- ガチガセ（2012年5月、日本テレビ）
- 森田一義アワー 笑っていいとも!（2012年5月、フジテレビ）
- 中居正広のミになる図書館（2014年7月29日、テレビ朝日）
- スポーツジャングル（2016年7月26日～8月9日、フジテレビ）
- 五畳半の狼（釣りビジョン）
- 有吉ぃぃeeeee!そうだ!今からお前んチでゲームしない?（2022年11月20日・2023年3月12日・19日、テレビ東京）[32][33][34]

CM
• fits

### 映画
- 家出レスラー（2024年5月17日、ブシロードムーブ）[35]

### 舞台
- 劇団smoker cat旗揚げ公演「未来予報図、明日は晴れ」
- ザッパー熱風隊プロデュース「Bark in the Bar〜バーで吠えろ〜」
- きら星の磁力〜リングは運命 レフリーは天命〜

### 雑誌
- 『週刊プレイボーイ』（2017年24号、集英社）[36]